# 屋根裏部屋の公爵夫人
『屋根裏部屋の公爵夫人』（やねうらべやのこうしゃくふじん）は、もりによる日本のライトノベル。小説投稿サイト「小説家になろう」にて2017年12月10日から2019年12月29日まで連載された。書籍版は2018年6月から、カドカワBOOKS（KADOKAWA）より刊行されている。イラストは、1巻・2巻はアオイ冬子、3巻はアオイと珠梨やすゆき、4巻以降は甘塩コメコが担当。
林マキによるコミカライズが、『B's-LOG COMIC』（KADOKAWA）にてVol.74（2019年3月5日発売）より連載中。2022年には、コミックシーモアが主催する「みんなが選ぶ!!電子コミック大賞2022」で女性部門賞を受賞した。

## あらすじ
伯爵令嬢オパール・ホロウェイは16歳のとき、社交界にデビューして間もなくとある貴族令息に襲われ、未遂には終わったものの「未婚女性にあるまじきふしだらな貴族令嬢」と噂されるようになり、その噂を払拭できないまま3年の歳月を経ていた。既に結婚を諦めていたオパールは、将来祖母の遺領を経営するつもりで勉学に励んでいたが、ある日突然、父のホロウェイ伯爵からヒューバート・マクラウド公爵との結婚を言い渡される。マクラウド公爵家は経営難で多額の借金を抱えており、裕福なホロウェイ伯爵家から資金を借りるべくオパールとの結婚を承諾したと言う。
誰からも祝福されない結婚式を挙げたオパールは、王都の公爵家の屋敷で使用人の誰からも粗雑に扱われ、幼くして両親を失ったヒューバートの後見人ノーサム夫人とその娘ステラと会うことも禁じられる。自身が決して公爵家に受け入れられないと気付いたオパールはヒューバートとの離婚を決意し、ほとぼりが冷めるまで自ら屋根裏部屋に籠る中、偶然から公爵家の領地管理記録簿を見つけ、先代が亡くなって以降、領地経営で不正が行われていたことを知る。マクラウド公爵領は、正しく経営すれば借金を負うはずのない領地なのだと。オパールは自らの悪評を利用して、悪女を演じてでも不正を暴き、マクラウド公爵領を立て直すことを決意する。

## 既刊一覧

### 小説
- もり（著）・アオイ冬子（イラスト、1巻 - 3巻[注 1]）・珠梨やすゆき（イラスト、3巻[注 2]）・甘塩コメコ（イラスト、4巻・5巻）『屋根裏部屋の公爵夫人』 KADOKAWA〈カドカワBOOKS〉、既刊5巻（2024年1月10日現在）
  1. 2018年6月9日発売[5]、ISBN 978-4-04-072796-7
  2. 2018年12月10日発売[6]、ISBN 978-4-04-072797-4
  3. 2022年10月7日発売[7]、ISBN 978-4-04-074551-0
  4. 2023年10月10日発売[8]、ISBN 978-4-04-075151-1
  5. 2024年1月10日発売[9]、ISBN 978-4-04-075255-6

### 漫画
- もり（原作）・アオイ冬子（キャラクター原案）・林マキ（漫画） 『屋根裏部屋の公爵夫人』 KADOKAWA〈B's-LOG COMICS〉、既刊6巻（2024年12月27日現在）
  1. 2019年11月30日発売[10]、ISBN 978-4-04-735850-8
  2. 2021年2月1日発売[11]、ISBN 978-4-04-736493-6
  3. 2022年2月1日発売[12]、ISBN 978-4-04-736795-1
  4. 2022年12月27日発売[13]、ISBN 978-4-04-737327-3
  5. 2023年12月28日発売[14]、ISBN 978-4-04-737787-5
  6. 2024年12月27日発売[15]、ISBN 978-4-04-738251-0